# Necedah (Wisconsin)
Necedah es una villa ubicada en el condado de Juneau en el estado estadounidense de Wisconsin. En el Censo de 2010 tenía una población de 916 habitantes y una densidad poblacional de 113,98 personas por km².

## Geografía
Necedah se encuentra ubicada en las coordenadas 44°1′20″N 90°4′30″O / 44.02222, -90.07500. Según la Oficina del Censo de los Estados Unidos, Necedah tiene una superficie total de 8.04 km², de la cual 7.22 km² corresponden a tierra firme y (10.12%) 0.81 km² es agua.

## Demografía
Según el censo de 2010, había 916 personas residiendo en Necedah. La densidad de población era de 113,98 hab./km². De los 916 habitantes, Necedah estaba compuesto por el 96.62% blancos, el 0.66% eran afroamericanos, el 0.11% eran amerindios, el 0.33% eran asiáticos, el 0% eran isleños del Pacífico, el 0.76% eran de otras razas y el 1.53% pertenecían a dos o más razas. Del total de la población el 2.84% eran hispanos o latinos de cualquier raza.